# 班目真紀夫
班目 真紀夫（まだらめ まきお、1972年2月1日 - ）は、日本の元自転車競技選手。高等学校教諭。

## 来歴
福島県白河市出身。実父の班目秀雄は元競輪選手で、1964年東京オリンピックに出場している。叔父の班目隆雄も元競輪選手で、世界選手権自転車競技大会で日本人選手初のメダリストとなった。
福島県立白河高等学校を経て、日本大学に在籍時代の1992年、バルセロナオリンピック・団体追抜に出場し15位。
その後、チェブロ・アートネーチャーでの活動の後、福島県立東白川農商高等学校で教鞭を執る傍ら、同校自転車競技部で指導を行っていた。
現在、福島県立白河実業高等学校を経て、福島県立修明高等学校教諭。